# Île Victoria (Russie)
Pour les articles homonymes, voir Victoria.
L'île Victoria (en russe : Остров Виктория, Ostrov Viktoriya) est une île russe de la mer de Barents (80° 09′ 07″ N, 36° 44′ 24″ E).

## Géographie
Située à mi-chemin entre le Svalbard et l'archipel François-Joseph, elle s'étend sur 14km² et est entièrement recouverte par les glaces. Son point culminant mesure 105 m d'altitude. Son cap nord-ouest se nomme cap Knipovich (Мыс Книповича, Mys Knipovicha).

## Histoire

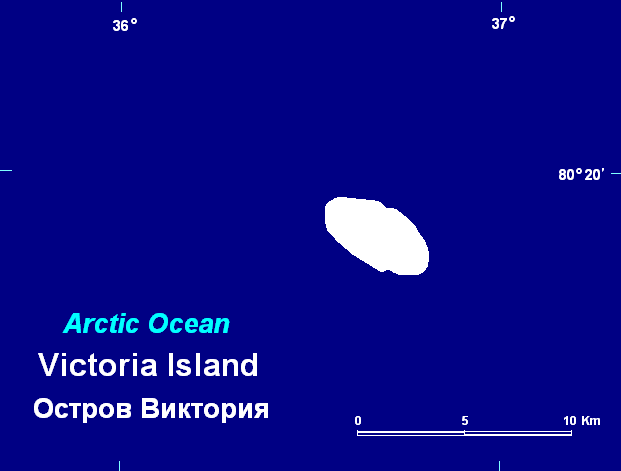
L'île Victora, en réalité encore en mer de Barents

Elle a été découverte le 20 juillet 1898 par deux capitaines norvégiens : Johannes Nilsen et Ludvig Bernard Sebulonsen. Nilsen lui a donné le nom de son navire. 
L'île est depuis 1926 au cœur de revendications territoriales. En effet le traité concernant le Spitzberg (1920) la considère comme une terra nullius sous la souveraineté de la Norvège alors qu'un décret soviétique du 15 avril 1926 l'incorpore à l'archipel François-Joseph. Informée le 6 mai, la Norvège conteste alors officiellement cette annexion unilatérale le 19 décembre. 
En 1929, Lars Christensen, consul de Sandefjord, passionné de chasse à la baleine et dont l'une des expéditions avaient annexé les îles Bouvet et Pierre Ier proches de l'Antarctique, finance deux navires dans le but d'hiverner dans l'archipel François-Joseph et de reprendre possession de l'île Victoria. Bloquée par les glaces, l'expédition ne parvient pas à atteindre l'archipel François-Joseph. 
Le 29 juillet 1929, Gueorgui Sedov et Otto Schmidt prennent possession de l'archipel François-Joseph au nom de l'Union Soviétique, à la baie Tikaya sur l'île Hooker. 
La Norvège abandonne alors ses revendications sur l'archipel pour se concentrer sur l'île Victoria. Le 8 août 1930, le navire norvégien Bratvaag y accoste. Sept hommes y débarquent sous les ordres de Gunnar Horn mais le véritable but de l'expédition Bratvaag (en) est tenu secret et la Norvège n'a jamais officiellement revendiqué l'île après celle-ci, sans doute par crainte des représailles. En septembre 1932, l'annexion soviétique est officialisée. 
L'expédition Bratvaag reste quant à elle célèbre pour avoir retrouvé, près de Kvitøya, les restes de l'expédition polaire de S. A. Andrée disparue depuis 1897.

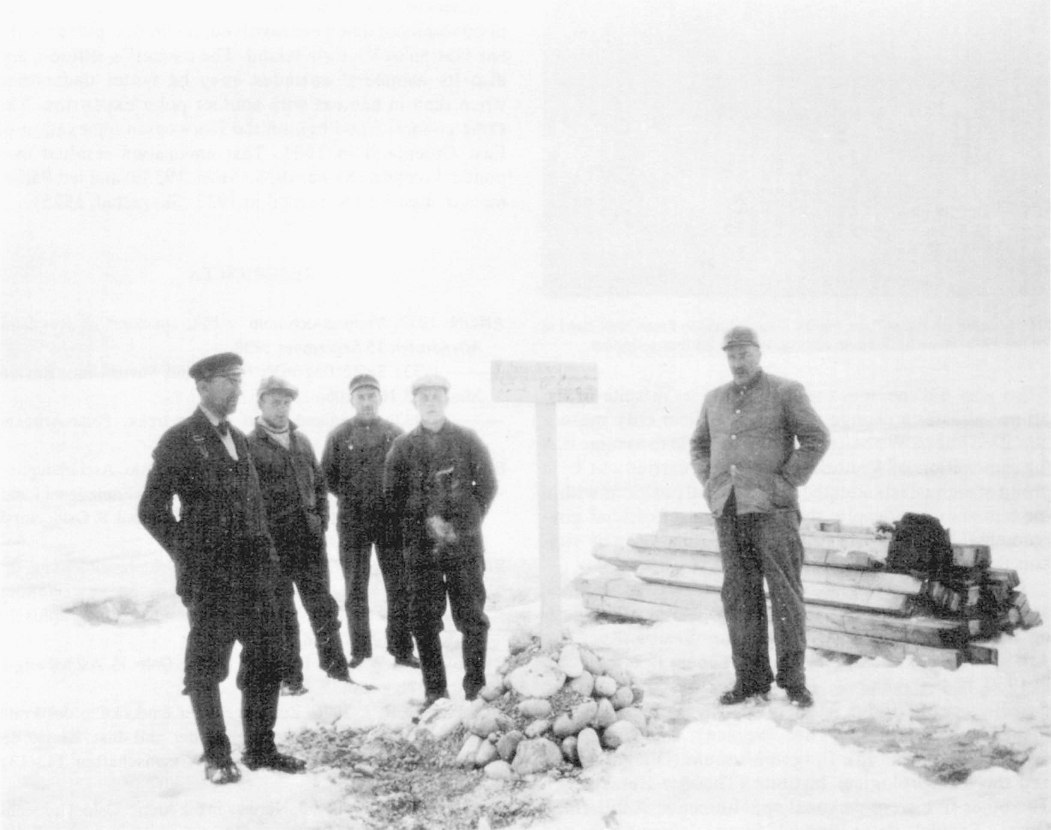
Débarquement d'un groupe privé de Norvégiens sur l'île. Victoria 8 juin 1930